# Cristian Andreoni
Cristian Andreoni (Vaprio d'Adda, 30 maggio 1992) è un calciatore italiano, difensore del Crotone in prestito dalla Juve Stabia.

## Carriera
Cresciuto nel Milan, dopo aver disputato due stagioni in Serie D con il Pontisola, nel 2012 viene tesserato dalla Pro Patria. Nel 2014 si trasferisce alla Reggiana; dopo un'ottima stagione a livello individuale, il 9 giugno 2015 viene trovato positivo all'arimistane e squalificato, in primo grado, per quattro anni, fino al 16 maggio 2019. Il 28 gennaio 2016 la squalifica viene ridotta in appello a due anni, con nuovo termine al 16 maggio 2017. Il 9 maggio 2017 firma quindi un annuale dal Lugano, venendo poi tesserato dal Bassano nel successivo mese di agosto. Dopo la fusione del club giallorosso con il L.R. Vicenza, viene inserito nella rosa dei biancorossi; il 31 gennaio 2019 viene ceduto all'Ascoli.
Il 3 settembre 2020 firma un triennale con il Bari; la sua esperienza con i pugliesi è tuttavia segnata da gravi infortuni, di cui uno al tendine di Achille della gamba sinistra. Il 31 gennaio 2022 si trasferisce in prestito al Pordenone, che lo acquista a titolo definitivo nel successivo mese di luglio, facendogli firmare un biennale. Rimasto svincolato dopo la mancata iscrizione dei neroverdi, il 21 settembre 2023 viene tesserato dalla Juve Stabia, con cui si lega fino al termine della stagione. Dopo aver conquistato la promozione in Serie B, il 2 luglio 2024 rinnova fino al 2026 con le Vespe.

## Statistiche

### Presenze e reti nei club
Statistiche aggiornate al 25 maggio 2025.
| Stagione           | Squadra            | Campionato         | Campionato | Campionato | Coppe nazionali | Coppe nazionali | Coppe nazionali | Coppe continentali | Coppe continentali | Coppe continentali | Altre coppe | Altre coppe | Altre coppe | Totale | Totale |
| Stagione           | Squadra            | Comp               | Pres       | Reti       | Comp            | Pres            | Reti            | Comp               | Pres               | Reti               | Comp        | Pres        | Reti        | Pres   | Reti   |
| ------------------ | ------------------ | ------------------ | ---------- | ---------- | --------------- | --------------- | --------------- | ------------------ | ------------------ | ------------------ | ----------- | ----------- | ----------- | ------ | ------ |
| 2010-2011          | Pontisola          | D                  | 25         | 0          | CI-D            | 0               | 0               | -                  | -                  | -                  | -           | -           | -           | 25     | 0      |
| 2011-2012          | Pontisola          | D                  | 34         | 0          | CI-D            | 0               | 0               | -                  | -                  | -                  | -           | -           | -           | 34     | 0      |
| Totale Pontisola   | Totale Pontisola   | Totale Pontisola   | 59         | 0          |                 | 0               | 0               |                    | -                  | -                  |             | -           | -           | 59     | 0      |
| 2012-2013          | Pro Patria         | 2D                 | 18         | 0          | CI-LP           | 0               | 0               | -                  | -                  | -                  | SdL-2D      | 1           | 0           | 19     | 0      |
| 2013-2014          | Pro Patria         | 1D                 | 19         | 0          | CI+CI-LP        | 2+4             | 0               | -                  | -                  | -                  | -           | -           | -           | 25     | 0      |
| Totale Pro Patria  | Totale Pro Patria  | Totale Pro Patria  | 37         | 0          |                 | 6               | 0               |                    | -                  | -                  |             | 1           | 0           | 44     | 0      |
| 2014-2015          | Reggiana           | LP                 | 37+2       | 0          | CI-LP           | 2               | 0               | -                  | -                  | -                  | -           | -           | -           | 41     | 0      |
| ago. 2017-2018     | Bassano            | C                  | 28+1       | 1          | CI+CI-C         | 0               | 0               | -                  | -                  | -                  | -           | -           | -           | 29     | 1      |
| 2018-gen. 2019     | L.R. Vicenza       | C                  | 15         | 0          | CI+CI-C         | 0+2             | 0               | -                  | -                  | -                  | -           | -           | -           | 17     | 0      |
| gen.-giu. 2019     | Ascoli             | B                  | 5          | 0          | CI              | -               | -               | -                  | -                  | -                  | -           | -           | -           | 5      | 0      |
| 2019-2020          | Ascoli             | B                  | 21         | 0          | CI              | 1               | 0               | -                  | -                  | -                  | -           | -           | -           | 22     | 0      |
| Totale Ascoli      | Totale Ascoli      | Totale Ascoli      | 26         | 0          |                 | 1               | 0               |                    | -                  | -                  |             | -           | -           | 27     | 0      |
| sett. 2020-2021    | Bari               | C                  | 4+3        | 0          | CI              | 1               | 0               | -                  | -                  | -                  | -           | -           | -           | 8      | 0      |
| 2021-gen. 2022     | Bari               | C                  | 0          | 0          | CI-C            | 0               | 0               | -                  | -                  | -                  | -           | -           | -           | 0      | 0      |
| Totale Bari        | Totale Bari        | Totale Bari        | 4+3        | 0          |                 | 1               | 0               |                    | -                  | -                  |             | -           | -           | 8      | 0      |
| gen.-giu. 2022     | Pordenone          | B                  | 11         | 0          | CI              | -               | -               | -                  | -                  | -                  | -           | -           | -           | 11     | 0      |
| 2022-2023          | Pordenone          | C                  | 8+1        | 0          | CI-C            | 0               | 0               | -                  | -                  | -                  | -           | -           | -           | 9      | 0      |
| Totale Pordenone   | Totale Pordenone   | Totale Pordenone   | 19+1       | 0          |                 | 0               | 0               |                    | -                  | -                  |             | -           | -           | 20     | 0      |
| sett. 2023-2024    | Juve Stabia        | C                  | 24         | 0          | CI-C            | 1               | 0               | -                  | -                  | -                  | SC-C        | 2           | 0           | 27     | 0      |
| 2024-2025          | Juve Stabia        | B                  | 12+3       | 0          | CI              | 0               | 0               | -                  | -                  | -                  | -           | -           | -           | 15     | 0      |
| Totale Juve Stabia | Totale Juve Stabia | Totale Juve Stabia | 36+3       | 0          |                 | 1               | 0               |                    | -                  | -                  |             | 2           | 0           | 42     | 0      |
| Totale carriera    | Totale carriera    | Totale carriera    | 261+10     | 1          |                 | 13              | 0               |                    | -                  | -                  |             | 3           | 0           | 287    | 1      |

## Palmarès

### Club

#### Competizioni nazionali
- Serie C: 1

Juve Stabia: 2023-2024 (girone C)
- Lega Pro Seconda Divisione: 1

Pro Patria: 2012-2013 (girone A)